# Prudy (sielsowiet Turkowo)
Prudy – dawna kolonia. Tereny, na których leżała, znajdują się obecnie na Białorusi, w obwodzie witebskim, w rejonie miorskim, w sielsowiecie Turkowo.

## Historia
W czasach zaborów wieś w gminie Mikołajewo, w powiecie dzisieńskim, w guberni wileńskiej Imperium Rosyjskiego. Pod koniec XIX wieku należała do dóbr Wianuża, własność hr. Platerów.
W latach 1921–1945 wieś leżała w Polsce, w województwie wileńskim, w powiecie dziśnieńskim w gminie Mikołajów.
Powszechny Spis Ludności z 1921 roku podał dane łączne dwóch wsi Prudy. Zamieszkiwało tu 71 osób, 6 było wyznania rzymskokatolickiego, 64 prawosławnego a 1 mojżeszowego. Jednocześnie 6 mieszkańców zadeklarowało polską, 64 białoruską a 1 żydowską przynależność narodową. Było tu 12 budynków mieszkalnych. W 1931 kolonię w 9 domach zamieszkiwały 54 osoby.
Wierni należeli do parafii prawosławnej w Hryhorowiczach i rzymskokatolickiej w Dziśnie. Miejscowość podlegała pod Sąd Grodzki w Dziśnie i Okręgowy w Wilnie; właściwy urząd pocztowy mieścił się w Dziśnie.